# Chirurgie vasculaire

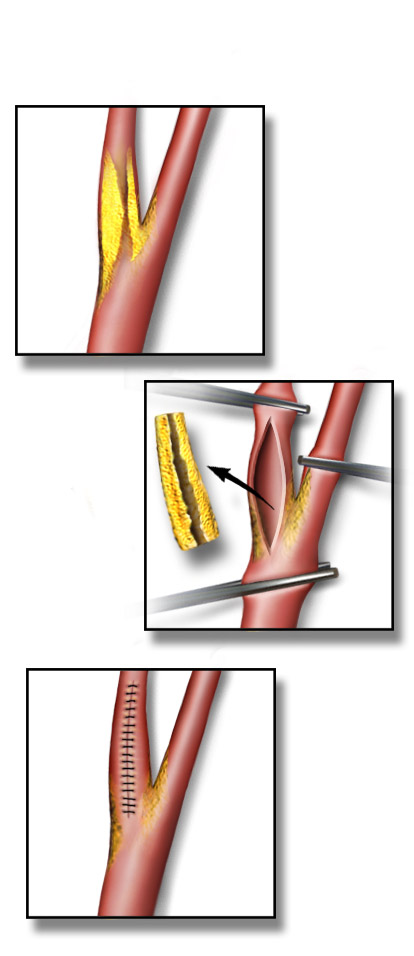
Exemple de chirurgie vasculaire: retrait d'une plaque d'athérome dans la carotide.

La chirurgie vasculaire est la chirurgie des vaisseaux, artères et veines, à l'exclusion des vaisseaux intracrâniens et coronaires.
- Chirurgie artérielle

Traite non seulement les occlusions artérielles aiguës (ischémie aigüe de membre) et chroniques (artériopathie oblitérante), les anévrismes artériels, les dissections artérielles (dissection aortique de type B) mais aussi les traumatismes artériels (plaies graves chez les polytraumatisés), les malformations arterio-veineuses, créé des fistules arterio-veineuses (accès pour hémodialyse), assiste sur les transplantations d’organes lors de gestes sur les vaisseaux compliqués.
- Chirurgie veineuse

Traite les problèmes d'insuffisance veineuse chronique responsables des varices.